# Gert Schmidt
Gert Schmidt (* 30. März 1943 in Görlitz) ist ein deutscher Soziologe.

## Leben
Gert Schmidt studierte Soziologie, Politische Wissenschaft, Psychologie und Nationalökonomie an der New York University und der Universität München (Diplom 1967, Promotion 1974). Am Institut für Sozialwissenschaftliche Forschung München arbeitete er zwischen 1965 und 1973 – zunächst als studentische Hilfskraft, dann als wissenschaftlicher Mitarbeiter – in mehreren Studien zur Bedeutung des technischen Fortschrittes für die Entwicklung von Arbeitsorganisation und Arbeitspolitik und zur historischen Entwicklung industriesoziologischer Forschung in Westeuropa und in den USA. 1973 bis 1975 war er Assistent am Max-Weber-Institut der Universität München. Es folgten ab 1975 bis 1980 eine Lehrstuhlvertretung an der Universität Dortmund für allgemeine Soziologie, Methoden qualitativer Sozialforschung, Industrie- und Organisationssoziologie und die Funktion als geschäftsführender Direktor der Sozialforschungsstelle Dortmund (SFS), die er thematisch neu ausrichtete. 
1980 folgte eine Gastdozentur an der Universität-Gesamthochschule Duisburg, ehe er 1981 an die Fakultät für Soziologie der Universität Bielefeld berufen wurde, wo er zeitweise Dekan war. Neben der Lehre engagierte sich Schmidt hier u. a. beim Aufbau des Forschungsschwerpunkts „Zukunft der Arbeit“ und in Projekten zum Einfluss von IuK-Technologien auf die Arbeitsorganisation sowie in Studien international vergleichender Organisationsforschung. Darüber hinaus beteiligte er sich an der „Georg-Simmel-Gesamtausgabe“. 1991 bis 2010 war Gert Schmidt Hochschullehrer an der Universität Erlangen. Dort fungierte er 1996 bis 2003 als Koordinator des DFG-Schwerpunktes „Regulierung und Restrukturierung der Arbeit in den Spannungsfeldern von Globalisierung und Regionalisierung“. 2001 ging er für ein Jahr als Gastwissenschaftler an das Wissenschaftszentrum Berlin in die Abteilung „Regulierung der Arbeit“. U.a. forschte er auch über Transformationsprozesse im ehemaligen RGW-Bereich und über Globalisierung. Von 2006 bis 2008 leitete er gemeinsam mit Markus Pohlmann ein von der DFG gefördertes Forschungsprojekt zum Generationswechsel im deutschen Top-Management (Ökonomische Eliten im gesellschaftlichen Wandel).

## Schriften (Auswahl)
- Martin Heidenreich, Gert Schmidt (Hrsg.): International vergleichende Organisationsforschung. Fragestellungen, Methoden und Ergebnisse ausgewählter Untersuchungen. VS, Wiesbaden 1991, ISBN 978-3-531-12202-1.
- Gert Schmidt (Hrsg.): Kein Ende der Arbeitsgesellschaft. Arbeit, Gesellschaft und Subjekt im Globalisierungsprozeß. Edition sigma, Berlin 1999, ISBN 978-3-89404-471-8.
- Gert Schmidt, Rainer Trincek (Hrsg.): Globalisierung. Ökonomische und soziale Herausforderungen am Ende des zwanzigsten Jahrhunderts. Soziale Welt, Sonderband 13, 1999, ISBN 978-3-7890-6078-6.
- Gert Schmidt, Hans-Joachim Bradczyk, Jost von dem Knesebeck (Hrsg.): Materialien zur Industriesoziologie. Kölner Zeitschrift für Soziologie und Sozialpsychologie, Sonderheft 24, 1982, ISBN 978-3-531-11615-0.
- Constans Seyfarth, Gert Schmidt: Max Weber Bibliographie: Eine Dokumentation der Sekundärliteratur. 2. Auflage. Stuttgart. Enke 1982. ISBN 3-432-89192-X
- Gert Schmidt: Gesellschaftliche Entwicklung und Industriesoziologie in den USA: eine historische Analyse. Arbeiten des Instituts für Sozialwissenschaftliche Forschung e.V. München. Europäische Verlagsanstalt, 1974, ISBN 3-434-20064 9.